# 692 (numero)
Seicentonovantadue è il numero naturale dopo il 691 e prima del 693.

## Proprietà matematiche
- È un numero pari.
- È un numero composto con 6 divisori: 1, 2, 4, 173, 346, 692. Poiché la somma dei suoi divisori (escluso il numero stesso) è 526 < 692 è un numero difettivo.
- È un numero palindromo nel sistema di numerazione posizionale a base 3 (221122) e in quello a base 9 (848).
- È parte delle terne pitagoriche (208, 660, 692), (519, 692, 865), (692, 29925, 29933), (692, 59856, 59860), (692, 119715, 119717).
- È un numero colombiano nel sistema numerico decimale.
- È un numero congruente.

## Astronomia
- 692 Hippodamia è un asteroide della fascia principale del sistema solare.
- NGC 692 è una galassia spirale della costellazione della Fenice.

## Astronautica
- Cosmos 692 è un satellite artificiale russo.